# Hippodamia arctica
Hippodamia arctica – gatunek chrząszcza z rodziny biedronkowatych.
Gatunek ten opisany został po raz pierwszy w 1792 roku przez Johanna G.T. Schneidera pod nazwą Coccinella arctica. Jako miejsce typowe wskazano Laponię. Do rodzaju Hippodamia przeniesiony został w 1874 roku George’a Roberta Crotcha.
Chrząszcz o stosunkowo krótkim i szerokim jak na przedstawiciela rodzaju ciele długości od 4 do 4,5 mm i szerokości od 2,5 do 2,8 mm. Przedplecze jest czarne z żółtym obrzeżeniem krawędzi przedniej i bocznych oraz żółtymi wcięciami na przedzie i u podstawy. Epimeryty śródtułowia są najczęściej czarne, czasem czarno-żółte, a rzadko całkiem żółte. Pokrywy są czarne z żółtawoczerwonymi znakami. Pierwszy z widocznych sternitów odwłoka ma zawsze kompletne linie zabiodrowe.
Zarówno larwy, jak i imagines są drapieżnikami żerującymi na mszycach (afidofagia).
Owad ten ma zasięg cirkumpolarny. W Nearktyce rozprzestrzeniony jest od Alaski przez Jukon po Kolumbię Brytyjską oraz od Quebecu po Nową Fundlandię i Labrador. W Europie znany jest z północnej części Fennoskandii. W Azji zamieszkuje Syberię (podawany m.in. z obwodu nowosybirskiego i Buriacji) oraz północne skraje Mongolii.